# Nicolò Marini
Nicolò Marini (Roma, 20 agosto 1843 – Roma, 7 luglio 1923) è stato un cardinale italiano.

## Biografia
Nacque a Roma il 20 agosto 1843.
Papa Benedetto XV lo elevò al rango di cardinale nel concistoro del 4 dicembre 1916.
Partecipò al conclave del 1922, che elesse Pio XI.
Morì il 7 luglio 1923 all'età di 79 anni.